# JR北海道H100形気動車
H100形気動車（H100がたきどうしゃ）は、北海道旅客鉄道（JR北海道）が導入した一般形気動車。愛称はDiesel Electric Car with MOtorsの頭文字から「DECMO」（デクモ）。

## 概要

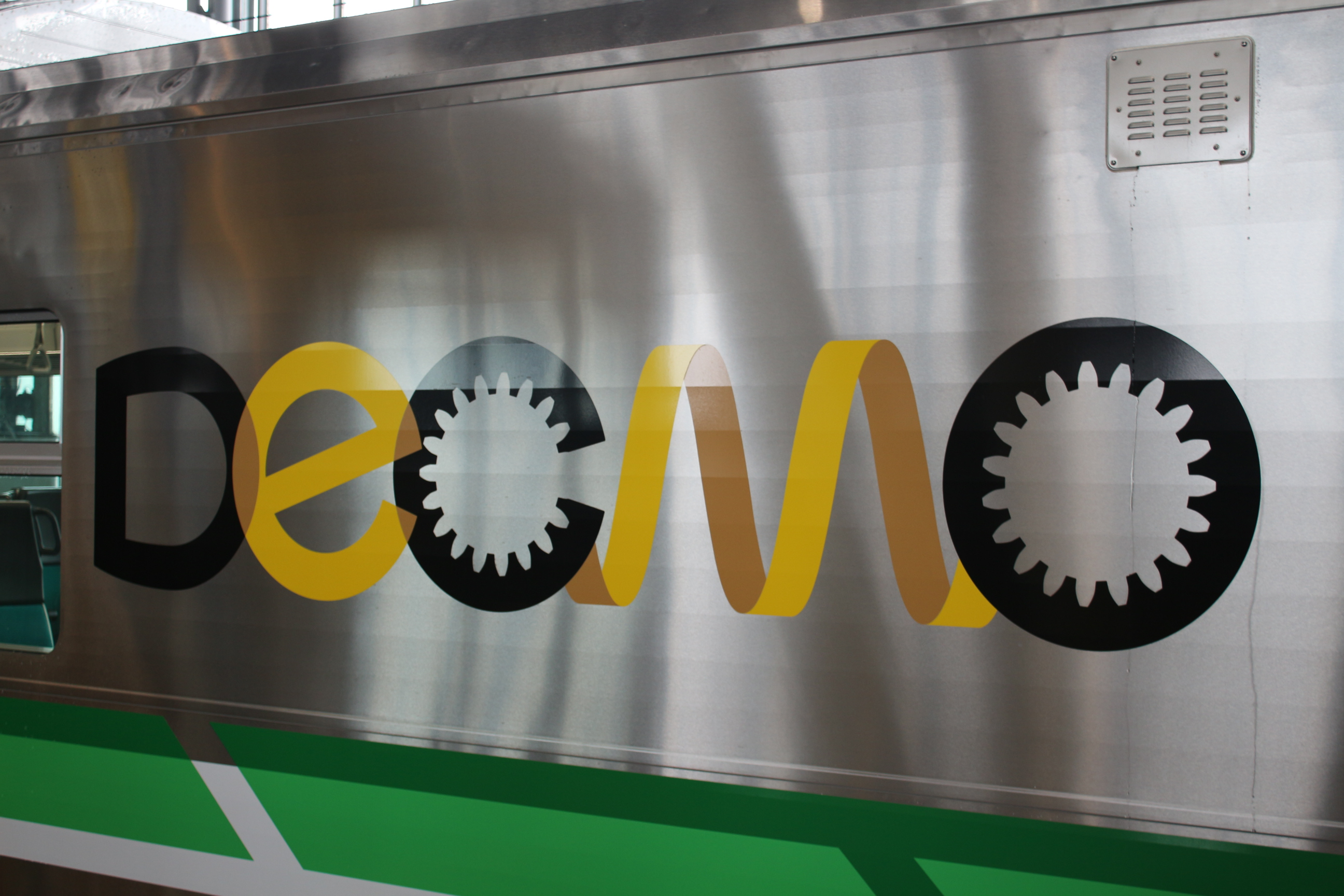
車体に描かれた愛称

北海道内におけるキハ40形気動車の置換えを目的に導入された。JR北海道では初めて発電用エンジンで主電動機を駆動するディーゼル・エレクトリック方式（電気式気動車）が採用された。同時期に製作された東日本旅客鉄道（JR東日本）GV-E400系気動車と基本設計は共通で、製造も同様に川崎重工業（2021年〔令和3年〕10月1日以降落成分は分社独立により川崎車両）が担当する。

### 開発の経緯
北海道内ローカル輸送の主軸を担っていたキハ40形は、1981年（昭和56年）以降製造の車両を対象に2003年（平成15年）度から延命工事（1700番台化）を実施していた。しかし、延命工事は2011年（平成23年）度の施工を最後に中断され、2012年（平成24年）時点で「置き換えについても検討」がなされる状況にあった。
置換用車両の設計検討は2014年（平成26年）度からスタートし、翌2015年（平成27年）3月にJR北海道が策定・公表した「安全投資と修繕に関する5年間の計画」において、2017年（平成29年）度における一般型気動車の量産先行車2両の製作が盛り込まれ、同年6月には同時期に制作されるJR東日本の電気式気動車（→GV-E400系）と仕様を同一とすることが発表された。
形式名と詳細な仕様は2017年（平成29年）7月に発表された。
ディーゼル・エレクトリック車が採用された理由はGV-E400系との共通化のほか、以下の理由によるものである。
- 推進軸・自在接手など落失が懸念される機械的な駆動部品・回転部品省略による運行時・保守時の安全性向上[注 3]
- 変速機・減速機など機械的部品の減少による信頼性向上
- 電車と同様な機器の採用によるメンテナンスコスト削減
- ハイブリッド車両のような走行用蓄電池搭載を省略することによるメンテナンス軽減・コスト抑制

量産先行車2両は2018年（平成30年）2月に登場し、2冬季に渡る各種試験ののち2019年（令和元年）から343億円を投資して仕様を一部変更した量産車の新製が行われた。現時点での最終増備は2024年（令和6年）度であり、量産先行車含めた既投入分を併せて99両の布陣である。

#### H100形投入以前のJR北海道の一般形・通勤形気動車の状況について
JR北海道の一般形・通勤形気動車は、H100形の詳細が発表された2017年（平成29年）3月時点で205両在籍していたが、その大半にあたる166両が経年30年以上の国鉄から継承した車両であり、JR北海道発足後の車両はキハ150形27両、キハ201系4編成12両のみと少数であった。加えて1997年（平成9年）以降、一般形・通勤形気動車の新造が行われなかったため、その平均車齢は33年に達した。特に最古参で一般形気動車の大半を占めるキハ40形に絞ると経年は平均36年、初期車13両は40年に達した。
このため、2014年（平成26年）時点で車両故障は2007年（平成19年）のおよそ2倍の32件に増加するなど車両・部品の劣化に伴う故障・使用不能が頻発し、部品の生産中止等の諸問題も生じていた。

### 形式名について
従来、JR北海道の気動車形式は国鉄気動車の付番規則をおおむね踏襲していたが、本系列は既存車両と大きくシステムが異なることから、気動車を表す「キ」、普通車を表す「ハ」の用途記号は省略し、H5系新幹線電車で用いられた「北海道（Hokkaido）」のHを冠した形式名とした。

## 構造
GV-E400系の両運転台車GV-E400形と共通設計であるが、北海道の厳寒期で走行可能とするため、外気温氷点下35℃～氷点下40℃の低温環境下、粉雪や湿雪など様々な降雪条件で走行可能な仕様としている。また、北海道のローカル線における運行形態を踏まえ片運転台車の製造は予定されない。
以下文中で「前位」「後位」の語を用いるが、札幌駅在姿で小樽方が前位、旭川・苫小牧方が後位である。また、特記ない限り落成時の量産先行車について述べ（後項も同様）、量産車での変更点は後述する。

### 外観

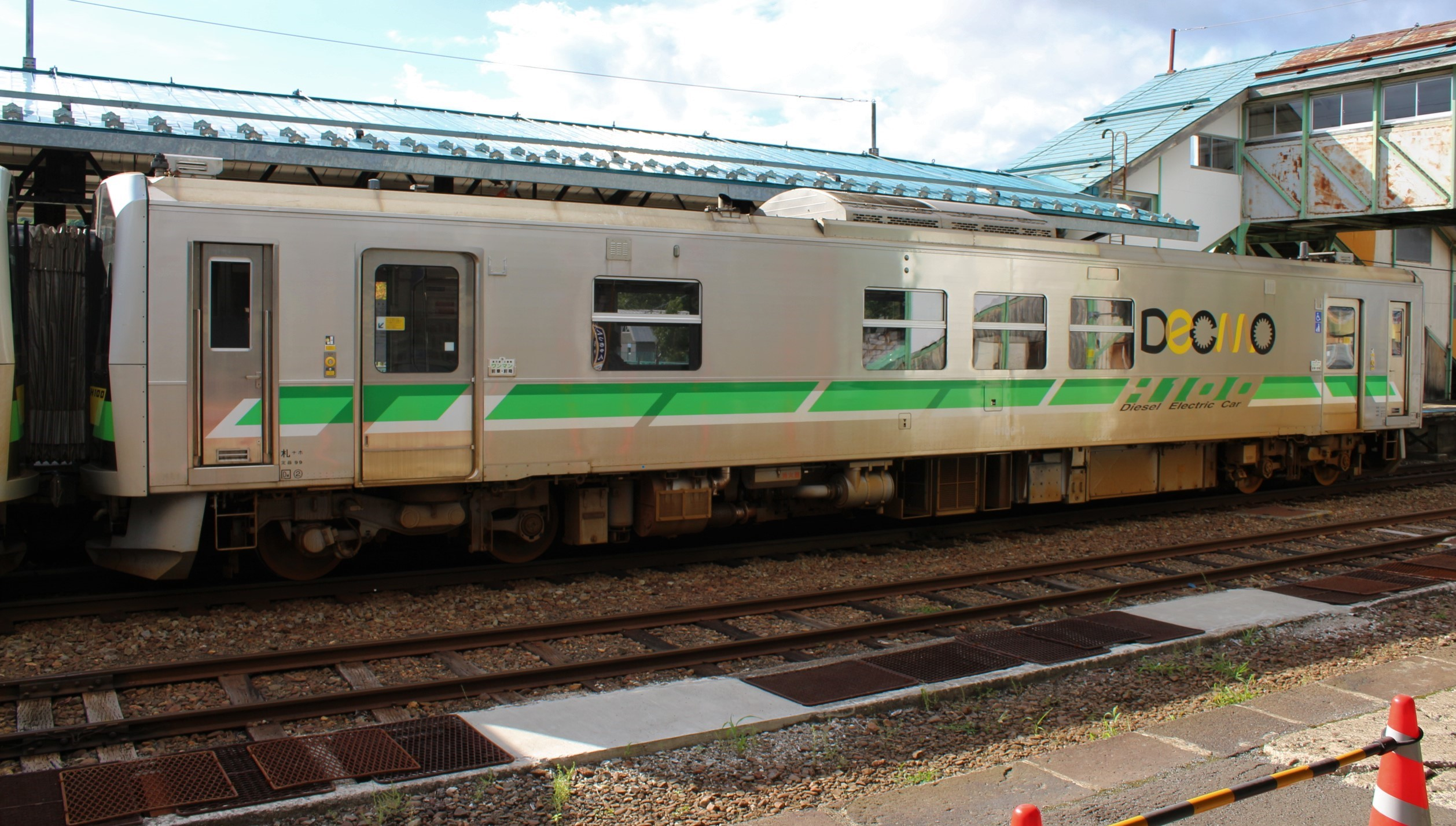
量産先行車（H100-1）

車体自体はGV-E400形と同一であるが、塗装などで「新しさ・北海道らしさを表現した」デザインが指向された。
前面形状もGV-E400形を踏襲し、踏切事故によるオフセット衝突を考慮した形状のFRP製である。前位方には貫通幌が搭載されており、軽量化の為アルミ製の幌枠となっている。
側面デザインは先頭形状とマッチさせるために、平行四辺形を帯状に重ねた直線基調のデザインとした。この平行四辺形の帯色は、「自然の多い北海道の大地を走行する車両」を想起させるデザインとするため、「夏の植物を表す」濃いグリーン、「冬の雪を表す」白を用い、この2色の平行四辺形が重なり合う部分をJR北海道のコーポレートカラー、もえぎ色として「自然との調和を表現」した。量産先行車は加えて帯の途中には「H100」の文字が切り抜かれていた。
前面は黒色基調とし、もえぎ色と警戒色の黄色の帯を配した。

### 車体
| 側面行先表示器 |  | 前面行先表示器 |
| 側面行先表示器 |  | 前面行先表示器 |

車体長は20 m 級（19,500 mm）であり、車体下部の台枠を除き、ステンレス鋼（前面の一部のみFRP）を使用し、車体幅2,800 mmの裾絞りのないストレート車体とした。外板と骨組みの溶接にはレーザー溶接を使用した。
床面高さは1,150 mm であり、客室扉は片開き・片側2扉とし、段差180 mm（レール面高さ970 mm）のステップを設けた。扉は車内外の温度差で変形した場合でも開閉不良が生じないよう、戸袋との隙間を十分確保する一方で、戸袋部への雪の吹込みを防止するため、ゴムで隙間を塞いでいる。またデッキ・エアカーテンは装備しないが、押しボタンにより開閉する半自動機能を持つ。戸閉装置はJR北海道では初めてスライドレール式が採用され、乗降口下部・戸袋部にはヒーターを設けた。また、ドアチャイムとドア開閉ランプも装備する。
灯火類は全てLED灯で、前部標識灯についてはGV-E400形が前面窓上部2ヶ所なのに対し、H100形では降雪時の視界確保を目的に前面窓下部2ヶ所にも設置して4ヶ所とした。
前面通路上部と側面には行先表示器（3色LED式）を設置した。側面には車外放送用のスピーカーを装備する。
側面窓はGV-E400形同様上半が内側に倒れ開閉できるようになっている。量産先行車では冬季の破損防止、断熱性向上のため複層ガラスではなく、ポリカーボネート板（厚さ8 mm）とガラス（厚さ4 mm）の複層構造（商標名：IGP）とした。
前面窓についても、量産先行車では助士席側と貫通開戸窓は発熱ポリカーボネートとしたが、視界確保のため運転台側は熱線入りガラスとした。
この他、外観上のGV-E400形との差異として、側扉横のLED式出入口表示器の省略、「編成順位標（号車札）差し」と「急行列車標差し」設置、台車上部の台枠下部へのステンレス製ふさぎ板設置が挙げられる。

### 主要機器
以下、特記ない限り量産先行車について述べる。また、基本的にGV-E400系と同一であるため、主要な点、相違点を中心に述べる。最大で4両編成を組成可能であるが、JR北海道の既存車両とは連結不可能である。

加速性能は「キハ40形のエンジン更新車（キハ40形1700番台）と同等程度」とされており、0→60km/hの加速度は0.36m/s2（1.3km/h/s）とされた。

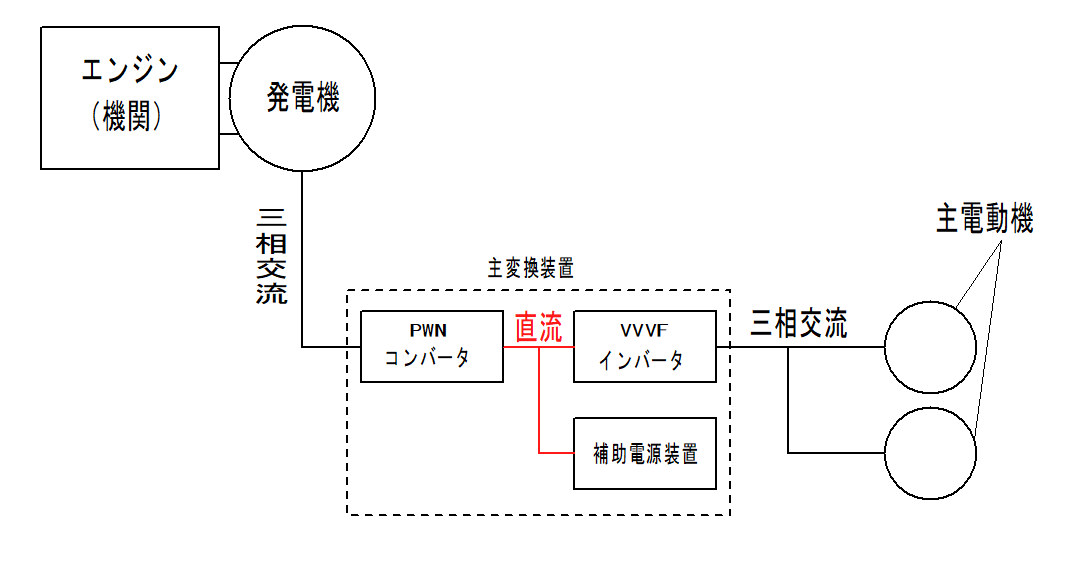
主回路の大まかな見取り図

動力はディーゼルエンジンで主発電機を駆動して得られた三相交流電源をPWM（パルス幅変調方式）コンバータで一旦直流に変換し、それをVVVFインバータ制御で三相可変電圧可変周波数交流に変換して主電動機の三相誘導電動機を駆動させることで得ている。主電動機の制御は1C2M方式を採用した。
機関は小松製作所製のSA6D140HE-3形燃料直接噴射式4サイクル直列6気筒横形ディーゼルエンジン（定格出力331kW≒450PS/2,000rpm、総排気量15.24L）で、噴射装置はコモンレールを採用した。
主発電機（N-DM100）は開放形強制通風方式の定格出力305kWのものを搭載し、機関とは直結駆動され、車両に必要な電力を供給する。機関始動には主発電機を用いるためスターターは省略された。
主変換装置はPWMコンバータ・VVVFインバータ・補助電源装置が一体で構成され、主回路に半導体、ダイオード側素子にSiCを採用した三相2レベル方式電圧形PWM方式を採用した。補助電源装置部は変換した直流を三相または単相一定電圧一定周波数に変換して車両の補助回路機器に電力を供給する。
動台車（N-DT100形）を車体後位、付随台車（N-TR100形）を車体前位に配置する。いずれも軸梁式ボルスタレス台車で軸距は2,100mmである。車軸軸受は円錐ころ軸受を採用した。基礎ブレーキは踏面片押し式のユニットブレーキとし、付随台車にはディスクブレーキが加わる。制輪子にはJR北海道車両の特徴である合金鋳鉄制輪子を用いた。また、空転防止のためのミュージェット噴射装置を装備した。
主電動機は全閉形自己通風方式のかご形三相誘導電動機（N-MT100形、出力105kW）を動台車に2基搭載する。
制動指令には電気指令式空気ブレーキを採用しており、常用ブレーキ・非常ブレーキ・直通予備ブレーキ・耐雪ブレーキの4つのブレーキ系統を有し、各軸ごとの滑走再粘着制御によって、エゾシカなどとの接触回避のため急ブレーキを扱った際の踏面損傷を防止する。。
また、ブレーキパッドが冬季に凍結・固着することを防止するため、一定の条件を満たした状態で運転台のスイッチを扱うと、付随台車のブレーキ圧力が開放される機能をJR北海道の車両で初めて導入した。
電動空気圧縮機は潤滑油が不要なタイプのオイルフリースクロール式空気圧縮機（N-RC400D-1）を各車1台設置する。
屋根上には集中形空調装置（N-AU100形、冷房能力38.4kW、暖房能力16kW、換気機能は省略）を搭載する。空調装置室外機は耐寒耐雪のため上面カバーを板厚増加・補強追加している。また、空調装置側面寄りには歩み板が設置される。別途設置の室内電気暖房器は24.85kWの容量を持つ。
連結器はJR北海道の一般形気動車で初めて密着連結器を採用し、緩衝器はマヤ35形客車と共通のものを用いた。

### 車内
基本的にGV-E400形と同一であるため、主要な点、相違点を中心に述べる。観光列車兼用車両については後項で述べる。
座席は片持ち式で、一般席モケットに「北海道の豊かな草原をイメージした」グリーン、優先席部にオレンジを用いた。また、乗降ドア室内側はコーポレートカラーのもえぎ色、ドア横のパーティーションは「海や青空を想起させる」ブルーとした。
車内はワンマン運転や通学・通勤時間帯の混雑を考慮し、車内中央部をクロスシート（2+1列）3区画、その他をロングシートとしたセミクロスシートである。ロングシート部は中間にスタンションポールを設置した。つり革高さは733系電車を踏襲した1,810 mm・1,630 mm・1,590 mmの3種類とした。

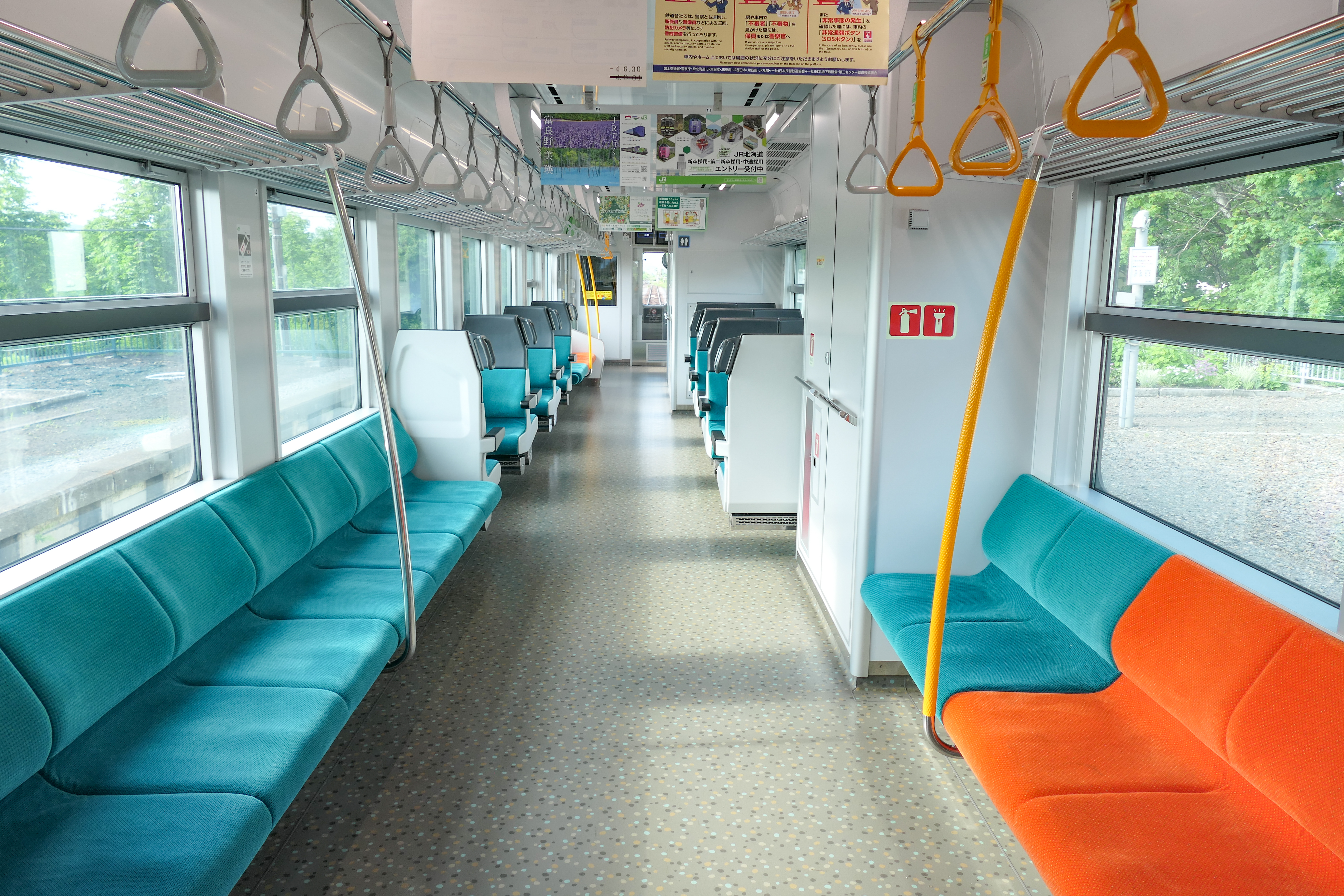
車内全景（量産車　H100-23）
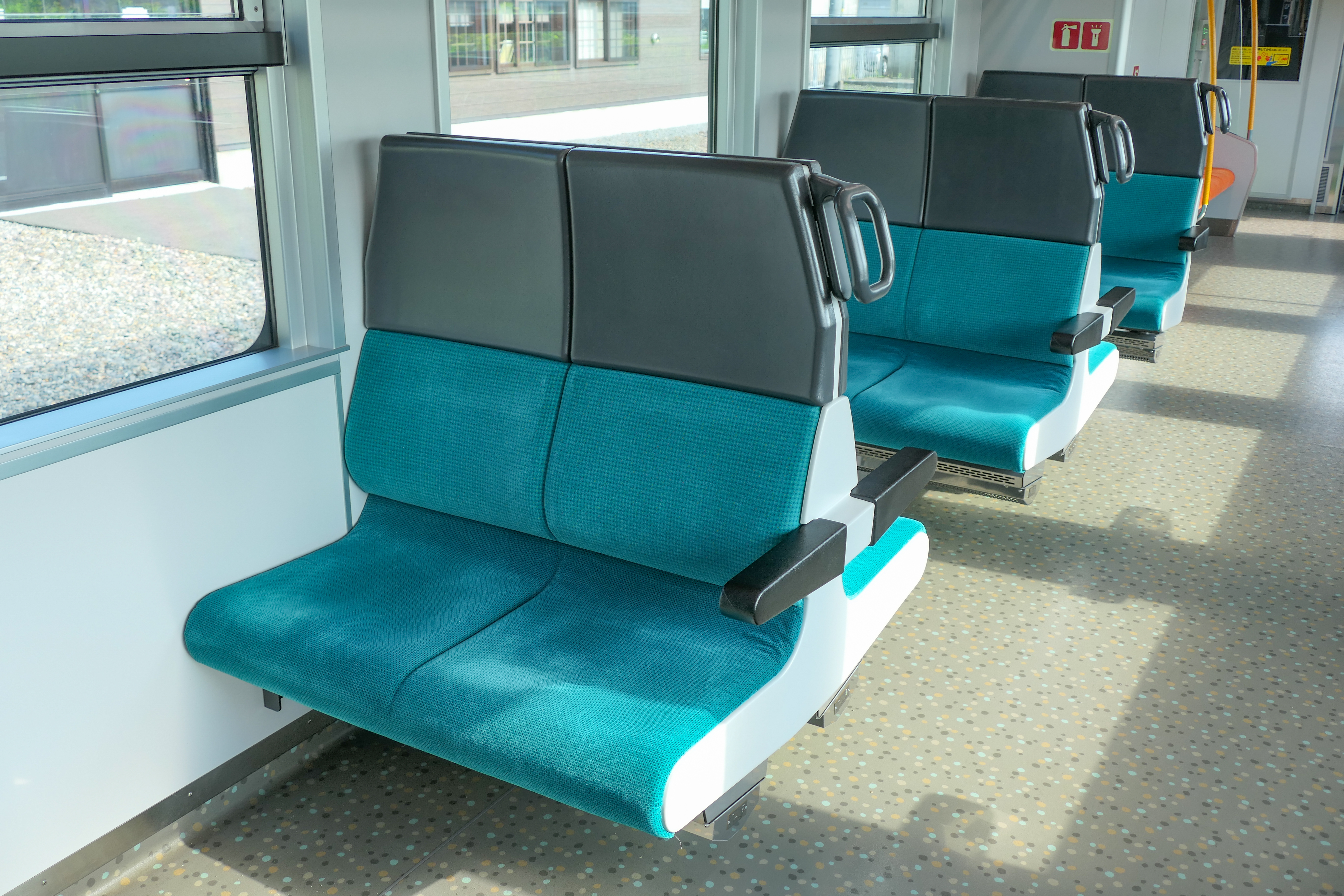
クロスシート
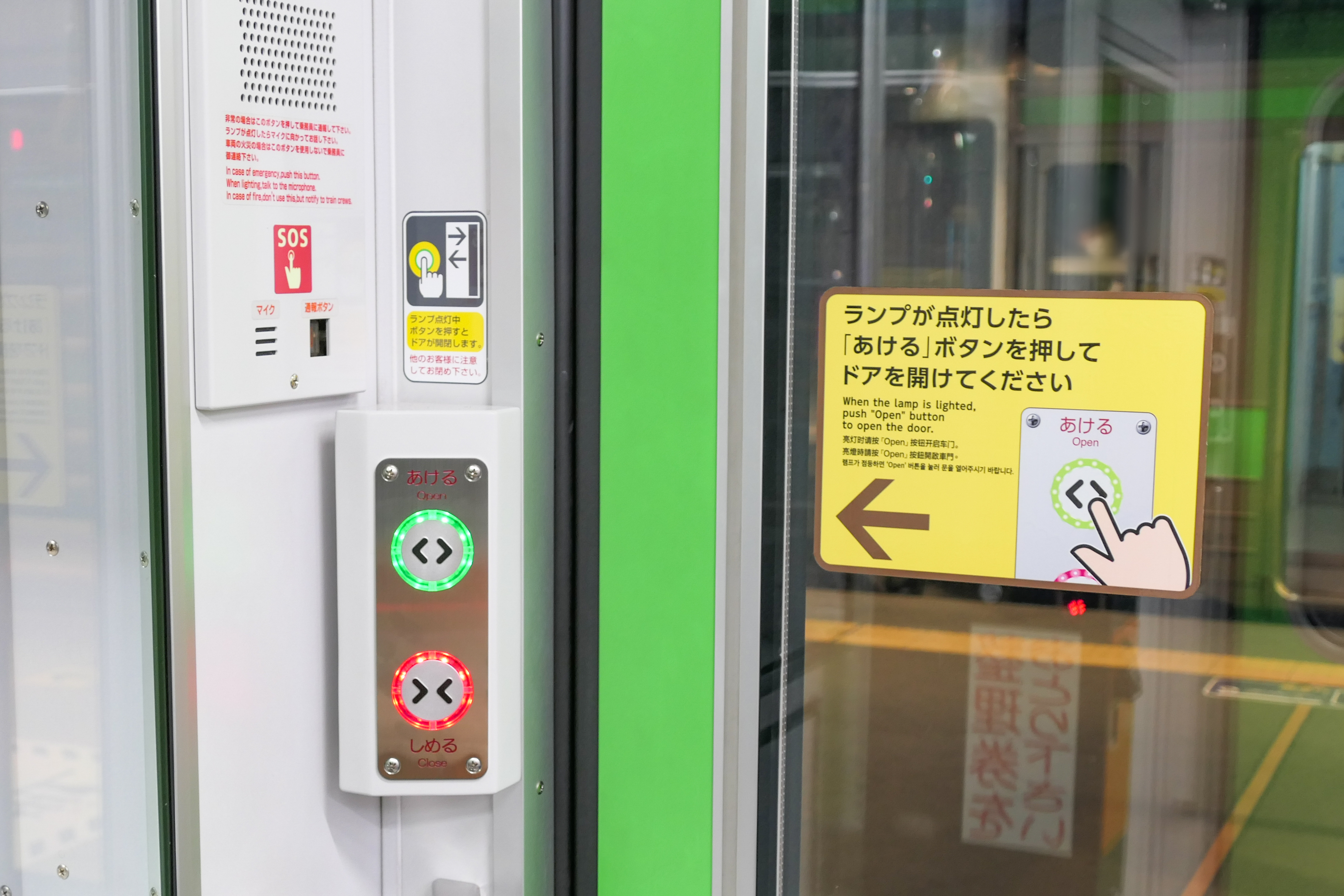
ドアボタン
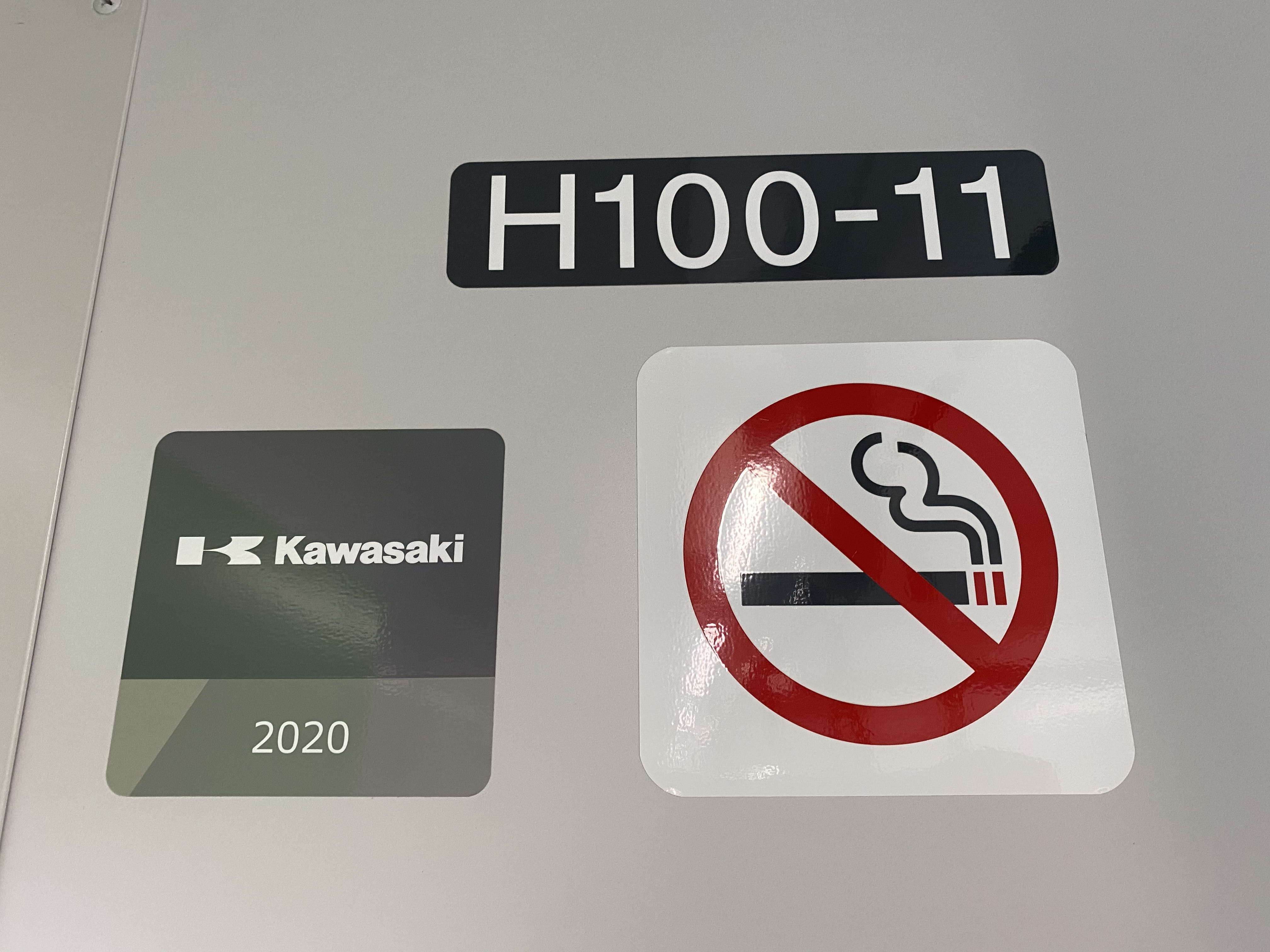
車内銘板・表記類

### その他
客室後位寄りに電動車椅子対応洋式便所を設置した。移動制約者対応として、各客室扉引戸鴨居部に扉開閉表示灯、便所向かいに車椅子スペースを設ける。客室中央の前位寄りには機器室を配置した。
運賃表示器は液晶型とし、運賃のほか次駅案内も行い英語表示にも対応する。車内にはGV-E400系にはないゴミ箱が設置された。室内の灯具はすべてLED照明である。
また自動放送・ワンマン案内放送については量産車導入時に日英2か国語化された。このワンマン自動放送のデータには一部を除く各駅のホーム位置情報が運用に応じて収録されており、別途解放スイッチを扱わない限りはホーム反対側のドアを開扉できないように対策されている。

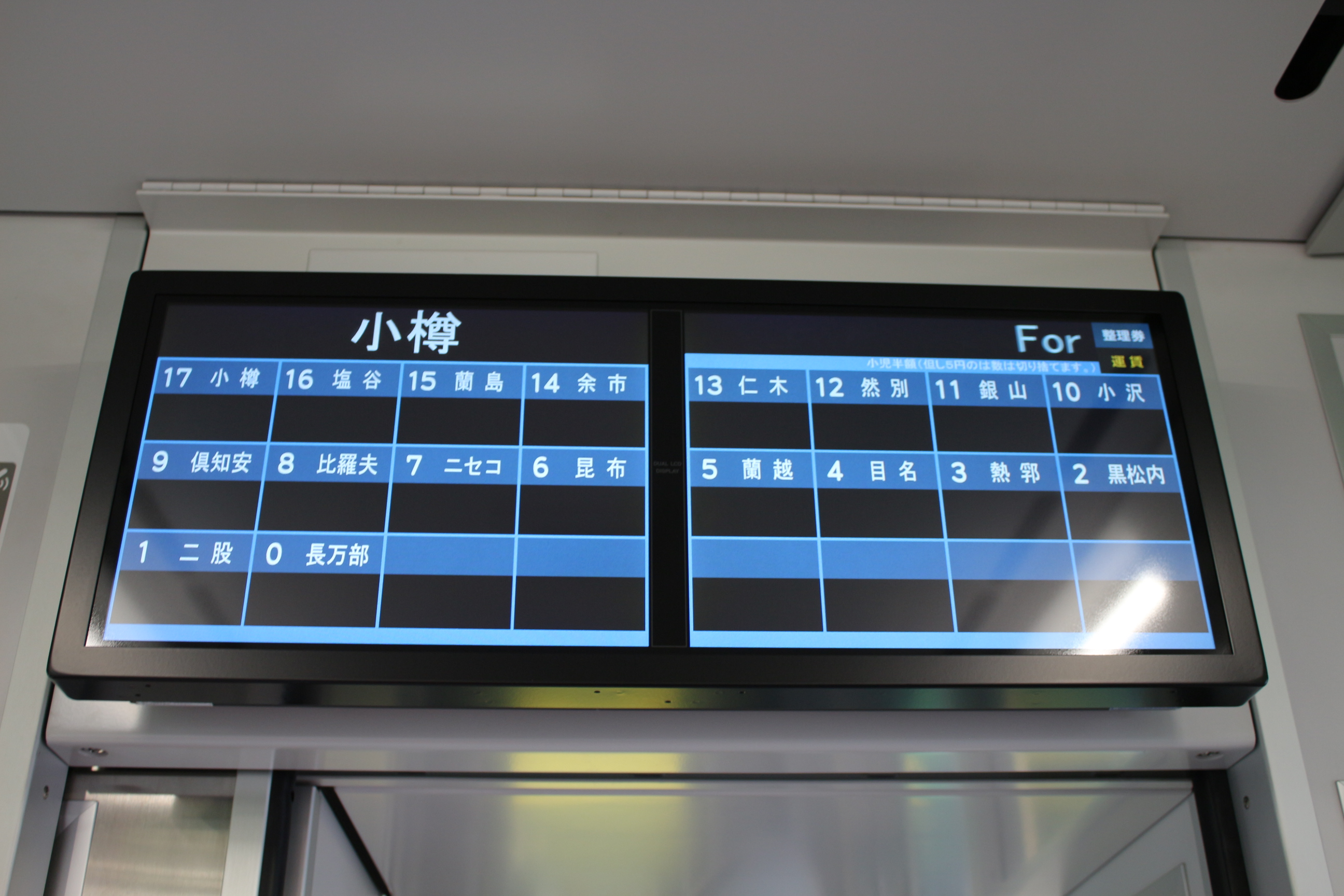
運賃表示器
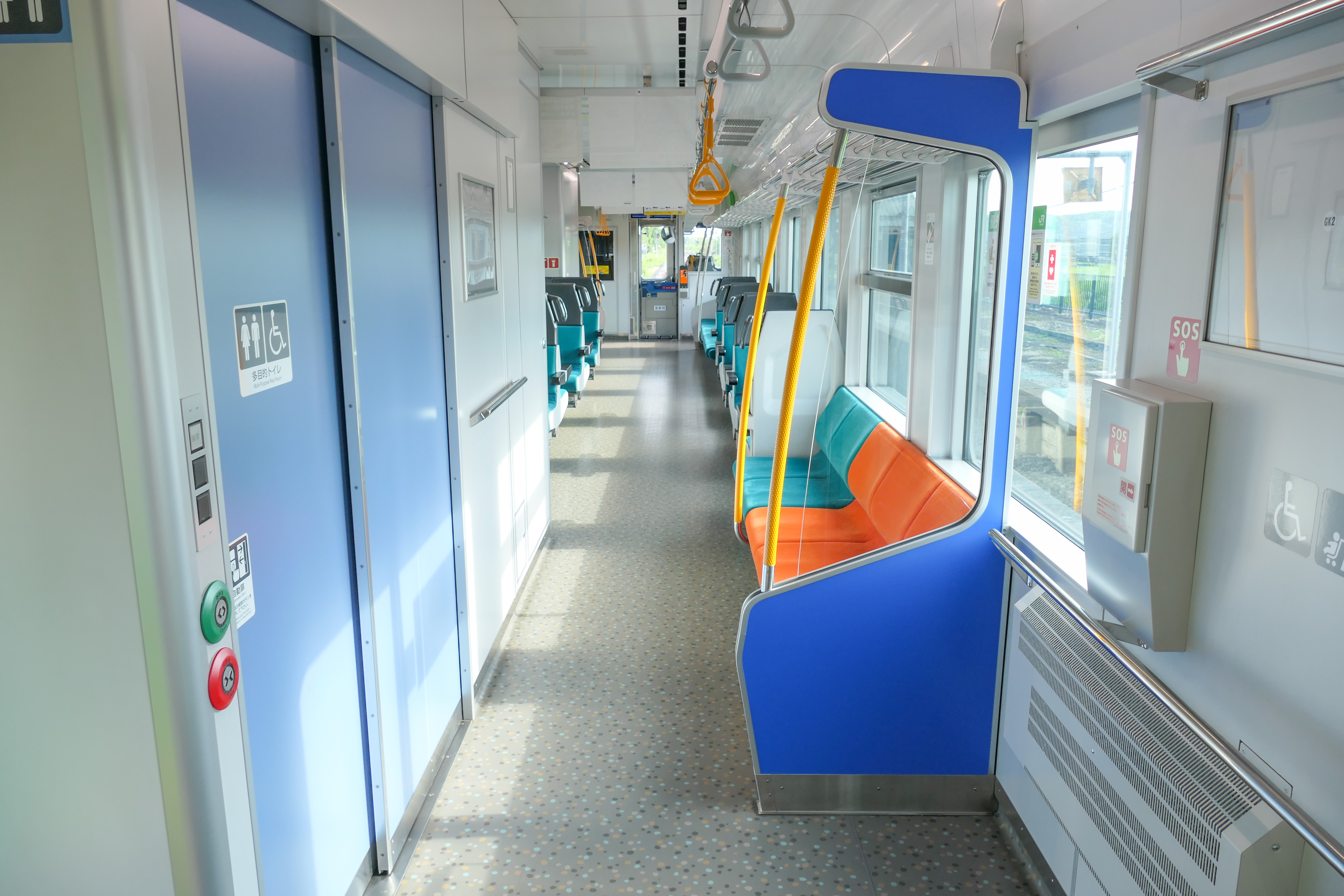
多目的トイレ・フリースペース
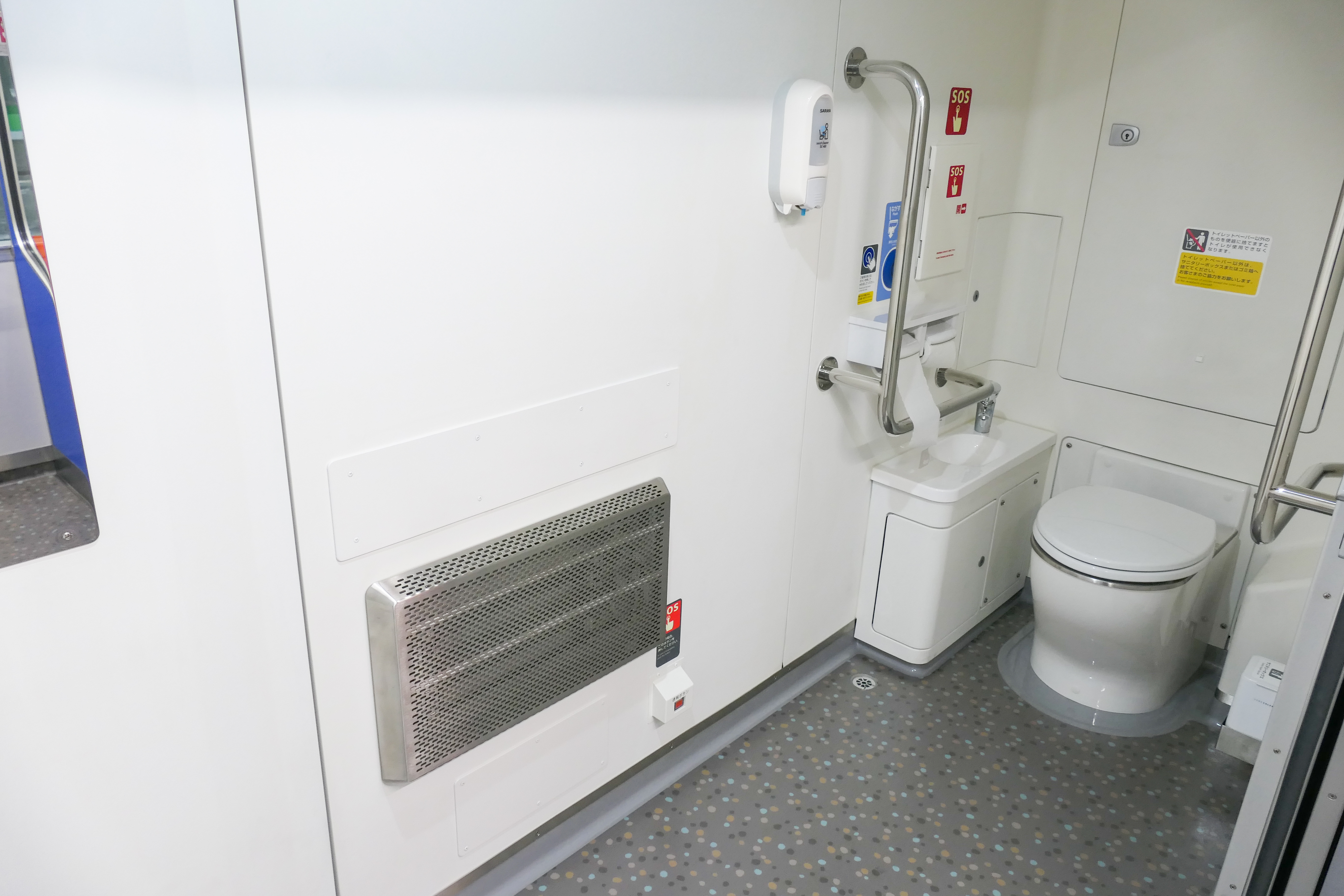
多目的トイレ内部（量産車）

### 乗務員室
半室仕様の貫通構造で、運転士の安全向上を図るために、サバイバルゾーンを確保した。
運転台機器配置はGV-E400系と共通化を図りつつ、JR北海道向けの装備を搭載している。この機器配置は事前にモックアップを制作し、乗務員の意見を反映させている。
主幹制御器は左手操作のワンハンドル式を採用した。このほか主要な機器としては、モニタ装置（前述）と接続された表示設定器を設置している。
特に、JR北海道独自の装備としては、運転操縦支援装置表示器、ノッチ表示機、ワンマンドアスイッチがあり、このうちワンマンドアスイッチは計器台上左右にそれぞれの側の乗降ドアを扱う開閉用スイッチを設けた。
また、乗務員室助士席側には併結用の低圧ジャンパ両栓ケーブル・連結器カバーを搭載できるようになっている。

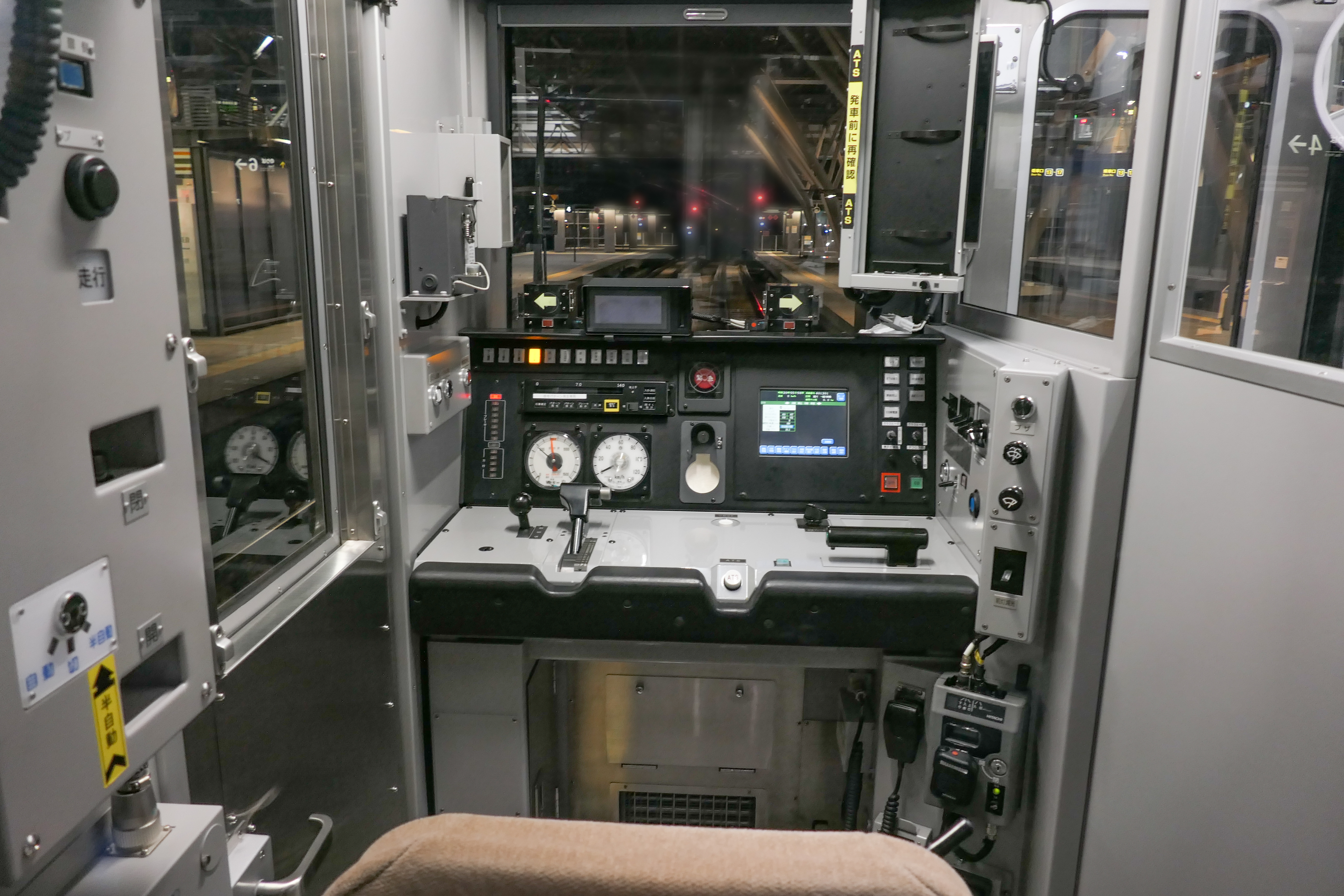
運転台

## 改造・仕様変更

### 量産車での変更点・量産先行車の量産化改造

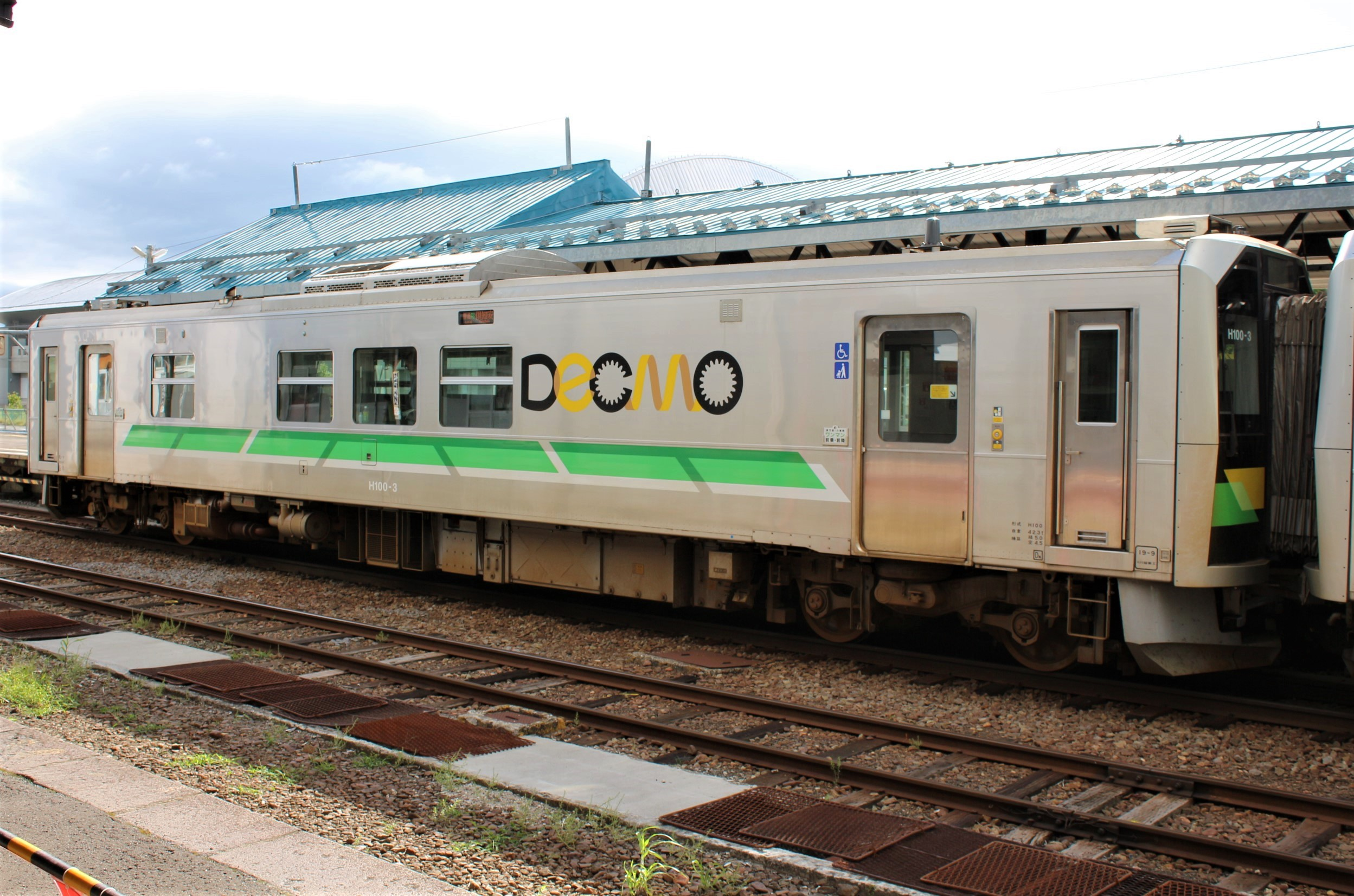
量産車（H100-3）。わかりやすい相違点として、側面帯が一部省略され、一部側面窓が固定式となった。

量産車（3 - ）では作業性向上やコストダウンのため、仕様を一部変更した。主な変更点は下記の通り。
- 側面帯フィルムの簡素化（長さを短縮し、「H100」の切り抜き文字は省略）[16][30][注 20]。
- 側面号車札差しを省略[31]。
- 側面窓を通常の複層ガラス窓に変更[5][13]。
- 開閉可能窓の開口角度を拡大し必要換気空気量を確保できたため、開閉可能窓を片側3枚のみとし、残りは固定窓に変更[13][16]。
- 先頭部助士席窓・貫通開戸窓を発熱ポリカーボネート板から通常の熱線入ガラス（運転席窓と同様）に変更[13]。
- アイドリング時の燃料消費量削減のため、アイドルアップ（アイドリング中に発電量を確保するための回転数上昇）時の回転数を1,000 rpmから810 rpmに変更[5]。
- 主発電機に取り込まれる冷却風に含まれる雪の除去（雪切り）が不十分であったため、冷却風取入れ口と風道の構造を変更[32]。
- 付随台車に搭載されていたディスクブレーキは省略し、踏面ブレーキのみとする[5]。
- 多目的トイレに設置されていたおむつ交換台[JR北 3]を省略[16]。

量産先行車も変更可能な箇所については仕様を合わせる改造が実施されている。

### 観光列車兼用車両
| 観光兼用車（H100-82「釧網線」） |  | 独自の柄になった座席モケット。画像右端にはテーブル設置用の取手も見える。 |
| 観光兼用車（H100-82「釧網線」） |  | 独自の柄になった座席モケット。画像右端にはテーブル設置用の取手も見える。 |

| 観光兼用車の車外銘板類（H100-86「根室線」）  |  | 車体側面に掲出された北海道章と「Hokkaido」ロゴ（H100-87「宗谷線」）  |
| 観光兼用車の車外銘板類 （H100-86「根室線」） |  | 車体側面に掲出された北海道章と「Hokkaido」ロゴ （H100-87「宗谷線」） |

2022年（令和4年）度と2023年（令和5年）度に導入された車両のうち8両（80 - 87）は、内外装が異なる観光兼用車両であり、いわゆる「黄色線区」8線区の振興策の一環として導入された。初年度の2022年（令和4年）度は「釧網線」「花咲線」「石北線」「富良野線」イメージの車両、翌2023年（令和5年）度は「宗谷線」「根室線」「室蘭線」「日高線」イメージの車両が順次投入された。
車両はいずれも落成・入籍後に改めて北海道高速鉄道開発（以下、道高速）が取得して（取得日は車歴表参照）、JR北海道に無償で貸与されており、その費用として道高速は鉄道・運輸機構と北海道から支援（2022年度分の4両で約11億円、2023年度分の4両で約11億4千万円）を受けている。
一般車との差異は以下の通り。
- 外装を8線区の沿線自治体考案のラッピングで装飾[34][35][36][39][JR北 7][JR北 8][注 23]。
- 座席モケットをが茶色地にタンチョウやエゾマツなど北海道の風物のイラストを描いたものに変更（優先席部は変更なし）[JR北 8][41]。
- 吊り手を木製に変更。
- 観光列車としての使用を考慮して、脱着式のテーブル（北海道産タモ材使用）設置を考慮[41][JR北 10][JR北 7][JR北 8][36]。
- キハ261系5000番台「ラベンダー」編成と同じく車体側面に北海道章と「Hokkaido」ロゴを掲出。

### 座席の改良
2025年（令和7年）3月15日に実施されたダイヤ改正では、石北本線の都市間特急列車・快速列車の体系が見直され、旭川駅 - 網走駅間の特急「大雪」2往復を廃止して、残存する特急「オホーツク」と時間を一部入れ替えの上で、同区間に特別料金不要で停車駅・所要時間は従来とほぼ同等の特別快速「大雪」2往復を新設した。また、既存の旭川駅 - 北見駅間を結ぶ特別快速「きたみ」も網走駅まで運行区間を延長した快速「きたみ」となった。
この特別快速「大雪」と快速「きたみ」には本系列が充当されることとなったが（「きたみ」は前年から充当）、その運行時間はダイヤ改正時点で「大雪」の最速列車でも3時間47分、一部区間に各駅停車区間がある「きたみ」では最長4時間31分（下り）に及ぶこととなった。このため、2025年（令和7年）度から「長距離移動の快適性向上」を目的に、本系列の座席数増加・座り心地改良の改造が順次行われる予定となっている。

## 配置
2023年（令和5年）4月1日時点で、苗穂運転所、旭川運転所、苫小牧運転所、釧路運輸車両所に配置されている。所属については各所属基地の記事や後節の車歴表も参照。

## 運用
以下、2025年（令和7年）3月15日ダイヤ改正時点の定期運用である。観光兼用車両についても通常は配置区の通常車両と同一の運行区間に投入される。なお、配置区と運用の関係については、判明分のみ記載する。

### 函館本線
函館本線では長万部駅 - 旭川駅間の広範囲で運用され、このうち長万部駅 - 小樽駅間（通称：山線）でワンマン運転を実施する列車は全て本形式（苗穂運転所所属）が使用される。
小樽駅 - 札幌駅間は山線使用車両を苗穂運転所から送り込む列車にあたる上り1本（復路は回送列車）のみの営業運用であり、札幌駅 - 旭川駅間についても、普通列車上下計3本のみの運用である。

### 室蘭本線
室蘭本線では苫小牧運転所所属車が長万部駅 - 苫小牧駅・東室蘭駅 - 室蘭駅間の普通列車で運用されている。
うち非電化区間の長万部駅 - 東室蘭駅間については全普通列車で使用されるが、その他電化区間は737系電車（札幌運転所）による運用が主体であることから、非電化区間に絡む運用が中心であり、室蘭駅 - 東室蘭駅間では下り4本・上り3本、東室蘭駅 - 登別駅間では下り2本・上り3本、登別駅 - 苫小牧駅間では上下各1本のみの運用である。

### 根室本線
根室本線では釧路運輸車両所所属車が新得駅 - 釧路駅間の全普通列車で運用されている。

### 富良野線
富良野線では旭川運転所所属車が全線の全普通列車で使用されている。

### 宗谷本線
宗谷本線では旭川運転所所属車が旭川駅 - 名寄駅間の快速「なよろ」・普通列車上下計37本中34本で運用されている。

### 石北本線
石北本線では全線で運用され、全ての普通列車のほか、特別快速「大雪」および快速「きたみ」でも運用されている。

### 釧網本線
釧網本線では全線の全普通列車（「しれとこ摩周号」含む）で運用されている。

### 石勝線
石勝線（一部列車千歳線直通）では普通列車が運行されている千歳駅 - 追分駅 - 新夕張駅間の全普通列車で使用されている。 

## 沿革
- 2015年（平成27年）
  - 3月：「安全投資と修繕に関する5年間の計画」策定・公表。2017年（平成29年）度に一般型気動車の量産先行車2両の製作が盛り込まれる[JR北 1]。
  - 6月：同時期に制作されるJR東日本の電気式気動車（→GV-E400系）と同一仕様とすることを発表[JR北 2]。
- 2017年（平成29年）7月：形式名と詳細な仕様を発表[JR北 3]。
- 2018年（平成30年）2月19日：同日付で量産先行車2両が落成し苗穂運転所に配置。その後試運転を実施[18]。
- 2019年（令和元年）
  - 5月10日：同日付プレスリリース内で「主要プロジェクトの内容」として同年度からの量産車127両[注 27]の新製について触れる[JR北 4]。
  - 9月11日：同日付プレスリリースで、2020年度から2021年（令和3年）度にかけて、量産車60両の投入計画を発表[16][JR北 6]。
- 2020年（令和2年）3月14日：同日のダイヤ改正より量産先行車と2019年度増備分の量産車計15両（苗穂運転所配置）を、函館本線小樽駅 - 長万部駅間（通称：山線）のワンマン列車全列車、その苗穂運転所からの送り込み列車にあたる札幌駅 - 小樽駅の上り1本に投入[JR北 16][45]。
- 2021年（令和3年）
  - 3月13日：同日のダイヤ改正より2020年度増備分の30両（旭川運転所・苫小牧運転所配置）を、宗谷本線旭川駅 - 名寄駅間、石北本線新旭川駅 - 上川駅間、室蘭本線長万部駅 - 苫小牧駅・東室蘭駅 - 室蘭駅間[注 28]へ投入[JR北 12][JR北 13][42]。
  - 6月30日：同日付で国土交通省へ提出された「令和3年度移動円滑化取組報告書」により、2021年（令和3年）度から2024年（令和6年）度にかけ54両の投入計画を発表[JR北 19]。
- 2022年（令和4年）
  - 3月12日：同日のダイヤ改正より2021年度増備分を投入。うち、24両（釧路運輸車両所配置）は、根室本線新得駅 - 釧路駅間の全普通列車（54本）に、残り6両（旭川運転所配置）は既存車と合わせて石北本線新旭川駅 - 上川駅間の普通列車24本のうち19本に投入[JR北 20][JR北 14]。
  - 10月30日：2022年度増備分の観光列車兼用車両のうち、「釧網線」「花咲線」車両が、同日根室本線・釧網本線釧路駅 - 摩周駅間で運転される団体臨時列車から運行を開始[JR北 21]。
- 2023年（令和5年）
  - 1月27日：釧路運輸車両所所属のキハ54形の不足に伴い、根室本線釧路駅 - 根室駅間（花咲線）での営業運転に初めて充当[46][47][注 29]。
  - 3月18日：同日のダイヤ改正で富良野線旭川駅 - 富良野駅間の全定期列車（38本）に投入[JR北 18][43]。
  - 5月20日：同日の時刻修正での室蘭本線室蘭駅 - 苫小牧駅間（電化区間）への737系電車投入に伴い、本形式の架線下での運用を縮小[JR北 17]。
- 2024年（令和6年）
  - 2月：同月より順次、観光列車兼用車両「宗谷線」「根室線」車両を旭川運転所所属車の運用区間に、「室蘭線」「日高線」車両を苫小牧運転所所属車の運用区間に投入[35][36][JR北 8]。
  - 2月21日：石北本線伊香牛駅 - 当麻駅間を走行中の本形式使用の上り普通列車（上川発旭川行、2両編成）の2両目の機器箱の蓋が何らかの原因で外れ、機器箱内に入っていた蓄電池を落下させる事故が発生。列車20本（特急5本、普通15本）が運休した[JR北 22]。
  - 3月16日：同日のダイヤ改正で次の線区に投入[JR北 15][JR北 23][48]。
    - 函館本線（札幌駅 - 旭川駅間の普通列車のうち、上下計3本）
    - 石北本線（特別快速「きたみ」を含む、既導入分以外の全線の全普通・特別快速列車）
    - 釧網本線（普通「しれとこ摩周号」含む全線全定期列車[注 30]）

  - 8月24日：同日から9月29日までの土休祝日に釧網本線の普通「しれとこ摩周号」の上り網走行き列車に車両を増結し、釧路駅 - 川湯温泉駅間で指定席車両とする対応を実施。釧路運輸車両所所属H100-82（釧網線ラッピング車）を固定で充当[JR北 24]。
  - 10月15日：同日より翌年1月14日まで実施の「すみっコぐらし、北海道のてつどう スタンプあつめの旅」（北海道鉄道活性化協議会主催）キャンペーンに伴い、旭川運転所所属H100-86（観光兼用車「根室線」）車内に「すみっコぐらし」の装飾を実施[49]。
- 2025年（令和7年）
  - 3月15日：同日のダイヤ改正で次の列車・線区に投入[JR北 11]。
    - 石北本線列車体系変更に伴い、旭川駅 - 網走駅間に新設される特別快速「大雪」（2往復、号数なし）
    - 石勝線（千歳線直通、千歳駅 - 南千歳駅 - 追分駅 - 新夕張駅間の全普通列車）

  - 7月1日：同日から8月31日までの毎日、釧網本線の普通「しれとこ摩周号」の上り網走行き列車およびその折り返しとなる釧路行普通列車（この期間のみ「釧網本線めぐり旅号」の愛称を付与）を通常の1両から2両に増結し、2号車ボックスシートを指定席車両として運転[JR北 25]。

## 今後の増備予定
キハ40形置き換え名目でのH100形の増備は、2024年（令和6年）製造のH100-99をもって完了となった。
2019年（令和元年）当時の計画では、量産車の両数は127両と公表されたこともあるが、このとき特に完了時期は明示されていなかった。
このほか、JR北海道では今後2025年（令和7年）6月16日には2028年（令和10年）度から2030年（令和12年）度にかけての納入を期限とする「一部を除き、H100形気動車と同等の機能及び性能を有する」「一般型電気式気動車」9両（形式不明）の随意契約予定が公表されている。

## 車歴表
特記ない限りは2025年（令和7年）4月1日時点の情報を示す。
- 製造…川重：川崎重工業、川車：川崎車両
- 配置…旭川：旭川運転所、釧路：釧路運輸車両所、苫小牧：苫小牧運転所、苗運：苗穂運転所

## 改造歴
- 改造…苗工：苗穂工場